# دهه ۶۵۰ (میلادی)
دهه ۶۵۰ (میلادی) دهه شصت و پنجم تقویم میلادی است.

## درگذشتگان
‎